# Stal konstrukcyjna
Stal konstrukcyjna – stal używana do budowy konstrukcji stalowych, części urządzeń i maszyn o typowym przeznaczeniu. Gdy konstrukcja lub element urządzenia pracuje w trudnych lub ekstremalnych warunkach atmosferycznych, wytężeniowych lub cieplnych, stosuje się stale specjalne o innych właściwościach.
Stal konstrukcyjna dostarczana jest w szerokiej gamie wyrobów hutniczych.
Stale konstrukcyjne dzieli się na:
- stal konstrukcyjna ogólnego przeznaczenia
- stal konstrukcyjna wyższej jakości
- stal konstrukcyjna niskostopowa
- stal do nawęglania
- stal do azotowania
- stal do ulepszania cieplnego
- stal sprężynowa
- stal automatowa
- stal łożyskowa
- stal transformatorowa